# The Secret Service (tegneserie)
 Der er for få eller ingen kildehenvisninger i denne artikel, hvilket er et problem. Du kan hjælpe ved at angive troværdige kilder til de påstande, som fremføres i artiklen.

The Secret Service (også kendt som Kingsman), er en amerikansk-britisk tegneserie, skrevet af Mark Millar, og tegnet af Dave Gibbons. 
Den har dannet grundlag for filmen Kingsman: The Secret Service, fra 2014.